# Claudia Roth Pierpont

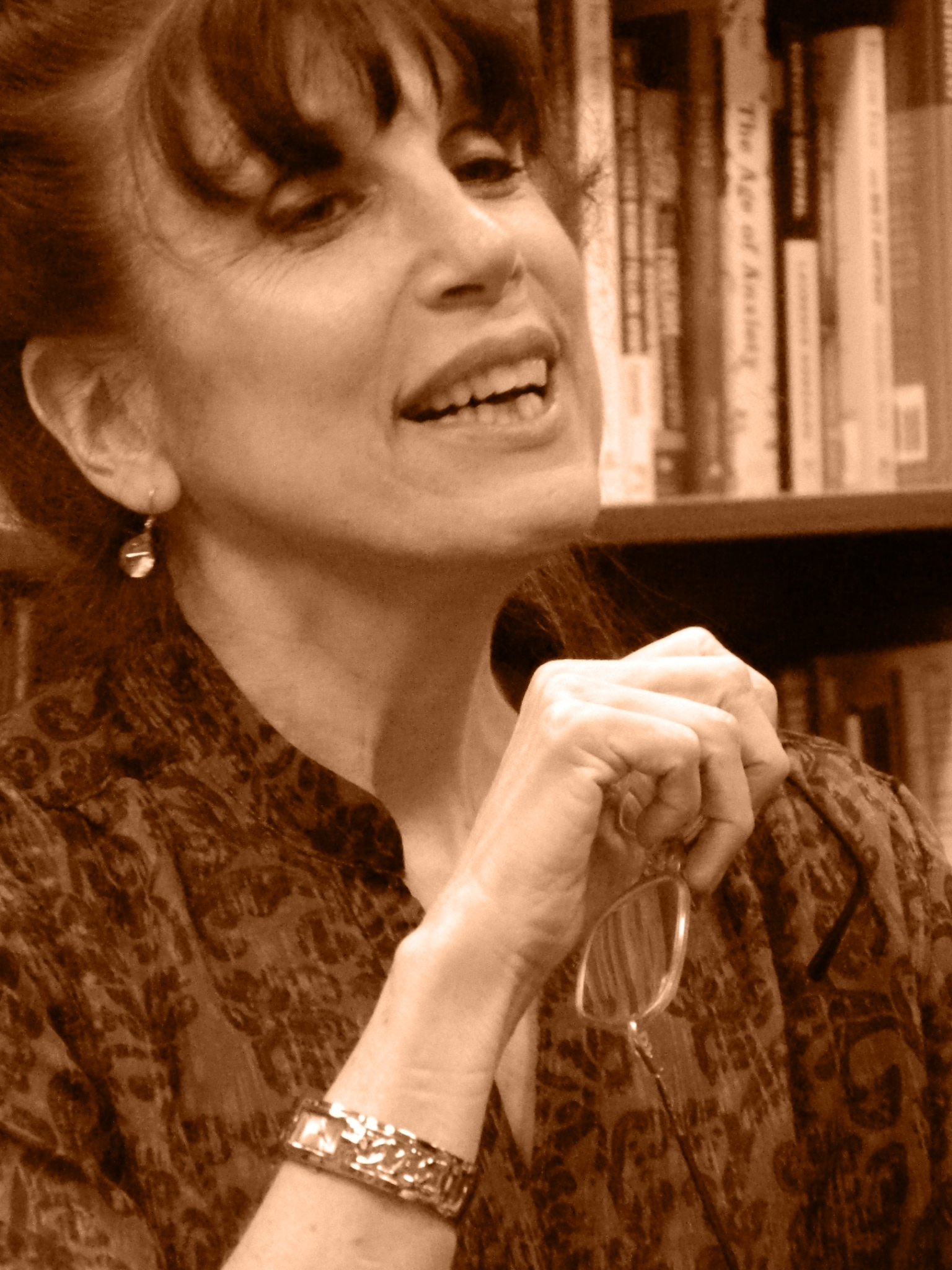
Claudia Roth Pierpont (2013)

Claudia Roth Pierpont (geb. vor 1978) ist eine US-amerikanische Journalistin.

## Leben
Claudia Roth Pierpont studierte Kunstgeschichte am Barnard College und an der New York University, wo sie 1978 graduierte und 1988 promovierte. Seit 1990 schrieb sie freiberuflich regelmäßig Beiträge für die Zeitschrift The New Yorker, seit 2004 gehört sie zum Stab der Zeitschrift. Im Jahr 2000 veröffentlichte sie eine Zusammenstellung von elf Essays in dem Band Passionate Minds: Women Rewriting the World, u. a. über Hannah Arendt, Gertrude Stein, Anaïs Nin, Ayn Rand, Margaret Mitchell und Zora Neale Hurston. Das Buch war für den National Book Critics Circle Award nominiert.
Pierpont schreibt in den Fachzeitschriften auch über Ballett und Tanz. Ende 2013 veröffentlichte sie eine Biografie über Philip Roth, mit dem sie nicht verwandt ist und den sie 2002 zum ersten Mal traf.
Pierpont erhielt den „Whiting Writers’ Award“, 1999 eine Guggenheim Fellowship und 2000 ein Stipendium am „Cullman Center for Scholars and Writers of the New York Public“. Sie hat einen Lehrauftrag für Journalismus an der Columbia University Graduate School of Journalism und lebt in New York City.

## Schriften (Auswahl)
- Roth Unbound: A Writer and His Books. New York : Farrar, Straus and Giroux, 2013
- Passionate Minds: Women Rewriting the World. New York : Knopf, 2000
- Giovanni da Nola and the monument of Pedro de Toledo : a study in Neapolitan sixteenth century sculpture. Dissertation New York University, Graduate School of Arts and Science, 1988
- Movement in the art of Masaccio. MA-Arbeit, New York University Graduate School, 1978